# Aimé Coupvent-Desbois
Pour les articles homonymes, voir Desbois.
Aimé Auguste Élie Coupvent-Desbois, né à Dunkerque le 8 mai 1814 et mort à Orléans le 9 février 1892, est un officier de marine français. 

## Biographie
Polytechnicien (novembre 1830), il entre à l'école de marine en novembre 1832. 
En janvier 1837, il est engagé comme lieutenant de frégate sur la Zélée dans l'expédition autour du monde de Dumont d'Urville puis passe en 1839 sur l' Astrolabe et participe ainsi à la découverte en janvier 1840 de la Terre Adélie. 
Lieutenant de vaisseau (décembre 1840), il sert en escadre sur le Marengo (en) et le Friedland et prend part à la campagne du Maroc sur le Pluton. En août 1844, il est blessé à la bataille de Mogador et est nommé capitaine de corvette en octobre. Après une campagne comme capitaine de la Reine-Blanche, il commande de 1847 à 1849 l' Agile à la station d'Espagne et est promu capitaine de frégate en mai 1849. 
Membre du Comité hydraulique (mai 1849), capitaine de vaisseau (août 1854), il commande la corvette à vapeur Phlégéton puis devient en 1855 membre de la commission de l'École navale. 
En 1856, il commande au Levant la Persévérante, est envoyé au Dépôt des cartes et plans puis est affecté au Conseil d'amirauté. 
Commandant du Vauban (1859) lors de la campagne d'Italie, il est nommé commandant supérieur à Canton et dirige de 1860 à 1862, dans l'escadre de Charner, la Durance, l' Impératrice-Eugénie et l' Amiral-Duperré. 
Promu contre-amiral (janvier 1864), commandant de la station du Brésil et de La Plata sur les frégates Circé et Magicienne (juin 1866), il est nommé à Cherbourg comme major général (1869-1871) et devient vice-amiral en septembre 1872. 
Membre de la Commission mixte des travaux publics et du Conseil des travaux, il est nommé préfet maritime de Cherbourg en 1874. 
Membre du Conseil d'amirauté, du Conseil de perfectionnement de l'École polytechnique (1875), il préside en 1878 la Commission supérieure des naufrages et est aussi membre de la Commission de défense des côtes. Il prend sa retraite en octobre 1879.

## Récompenses et distinctions
- Commandeur (10 août 1861) puis grand officier de la Légion d'honneur (11 janvier 1876).
- Le Coupvent Point a été nommé en son honneur.
- Il est cité par Jules Verne dans 20 000 lieues sous les mers (1, XX) et Le Sphinx des glaces (2, XV)[1].

## Publication
- Voyage au Pôle Sud et dans l'Océanie sur les corvettes l' Astrolabe et la Zélée pendant les années 1837, 1842